# Amphoriscidae
Amphoriscidae là một họ bọt biển vôi trong bộ Leucosolenida.